# Wolfgang von Richter
Wolfgang Julius Rudolf Wilhelm von Richter (* 17. Januar 1940 in Karlsruhe) ist ein deutscher Mammaloge und Ökologe, der sich vornehmlich mit der Tribus der Kuhantilopen (Alcelaphini) befasst.

## Leben
Von Richter wurde 1965 mit der Dissertation Untersuchungen über angeborene Verhaltensweisen des Schabrackentapirs (Tapirus indicus) und des Flachlandtapirs (Tapirus terrestris) zum Doktor der Naturwissenschaften an der Friedrich-Alexander-Universität Erlangen-Nürnberg promoviert. Von 1966 bis 1968 arbeitete er als Experte der Ernährungs- und Landwirtschaftsorganisation der Vereinten Nationen (FAO) für Wildtiermanagement in Botswana. Von 1968 bis 1971 war er Forschungsbeauftragter des Council for Scientific and Industrial Research am Mammal Research Institute der Universität Pretoria, wo er im Rahmen des International Biological Program (IBP) eine Tauglichkeitsstudie der bestehenden Schutzgebiete in Bezug auf wildlebende Tierarten durchführte. Von 1971 bis 1976 war er Wildökologe der FAO in Botswana. Von 1978 bis 2005 war er Mitarbeiter der Deutschen Gesellschaft für Technische Zusammenarbeit. Von 1985 bis 1988 war er leitender technischer Berater beim Institut Congolais pour la Conservation de la Nature in Kinshasa, Demokratische Republik Kongo. Von 1996 bis 1997 sowie 1999 war er leitender technischer Berater bei der Organisation Uganda National Parks.
Von Richter befasst sich mit der Ökologie und dem Verhalten des Weißschwanzgnus, der Wildtiernutzung sowie dem integrierten Wildtiermanagement.
Seine Bibliografie umfasst rund 30 wissenschaftliche Artikel, die sich mit Wildtierfragen im südlichen Afrika befassen. Insbesondere veröffentlichte er mehrere Artikel über das Weißschwanzgnu sowie über Wildschutzgebiete in Botswana. Er veröffentlichte unter anderen die Schriften Report to the Government of Botswana on a survey of the wild animal hide and skin industry (1969 für die FAO), Past and present distribution of the black wildebeest, Connochaetes gnou Zimmermann (Artiodactyla: Bovidae): with special reference to the history of some herds in South Africa (1971), Die Swartwildebees (1971), Status and distribution of the larger mammal species on farmland in the Orange Free State (1972), Connochaetes Gnou (1974), The National Parks and Game Reserve System of Botswana (1976) sowie Wildtiernutzung und Bewirtschaftung als Landnutzungsform in marginalen Gebieten Afrikas (1990).